# Naturbahnrodel-Juniorenweltmeisterschaft 2006
Die 5. FIL-Naturbahnrodel-Juniorenweltmeisterschaft fand vom 17. bis 19. Februar 2006 in Garmisch-Partenkirchen in Deutschland statt.

## Einsitzer Herren
| Platz | Name                | Zeit        |
| ----- | ------------------- | ----------- |
| 01    | Patrick Pigneter    | 3:39,21 min |
| 02    | Christian Schwarz   | + 1,27 s    |
| 03    | Thomas Schopf       | + 1,92 s    |
| 04    | Hannes Clara        | + 2,00 s    |
| 05    | Dominik Wagner      | + 2,65 s    |
| 06    | Philipp Antholzer   | + 2,90 s    |
| 07    | Michael Scheikl     | + 3,81 s    |
| 08    | Thomas Kammerlander | + 3,95 s    |
| 09    | Robert Stadler      | + 3,97 s    |
| 10    | Ervin Marn          | + 3,98 s    |

Von 38 gemeldeten Rodlern waren 37 am Start, die alle das Ziel erreichten.

## Einsitzer Damen
| Platz | Name                  | Zeit        |
| ----- | --------------------- | ----------- |
| 01    | Melanie Batkowski     | 3:41,10 min |
| 02    | Tamara Schwarz        | + 1,11 s    |
| 03    | Imelda Gruber         | + 2,10 s    |
| 04    | Oksana Jelessina      | + 3,31 s    |
| 05    | Marisa Clara          | + 4,17 s    |
| 06    | Melanie Schwarz       | + 6,30 s    |
| 07    | Kinga Gawlas          | + 7,11 s    |
| 08    | Nina Bučinel          | + 8,20 s    |
| 09    | Aljona Aschtscheulowa | + 8,36 s    |
| 10    | Sandra Mayerhofer     | + 9,36 s    |

Alle 18 gemeldeten und gestarteten Rodlerinnen erreichten das Ziel.

## Doppelsitzer
| Platz | Name                                       | Zeit        |
| ----- | ------------------------------------------ | ----------- |
| 01    | Patrick Pigneter – Florian Clara           | 2:35,25 min |
| 02    | Thomas Weiss – Andreas Leiter              | + 01,35 s   |
| 03    | Christian Schopf – Thomas Schopf           | + 01,68 s   |
| 04    | Mario Schernthaner – Siegfried Truppe      | + 03,67 s   |
| 05    | Adam Jędrzejko – Piotr Kobza               | + 05,84 s   |
| 06    | Rupert Brüggler – Anja Brüggler            | + 08,38 s   |
| 07    | Konstantin Larionow – Jewgeni Issatschenko | + 09,69 s   |
| 08    | Sławomir Jędrzejko – Mateusz Kobielus      | + 10,06 s   |
| 09    | Tschawdar Arsow – Yanislaw Urumow          | + 28,27 s   |
| 10    | Pawel Silin – Iwan Rodin                   | + 38,68 s   |

Von zwölf gemeldeten Doppelsitzerpaaren starteten elf. Ein Paar wurde disqualifiziert.

## Medaillenspiegel
| Platz | Land       | Gold | Silber | Bronze | Gesamt |
| ----- | ---------- | ---- | ------ | ------ | ------ |
| 1.    | Italien    | 2    | 3      | 1      | 6      |
| 2.    | Österreich | 1    | —      | 2      | 3      |